# 시프리아노 카스트로

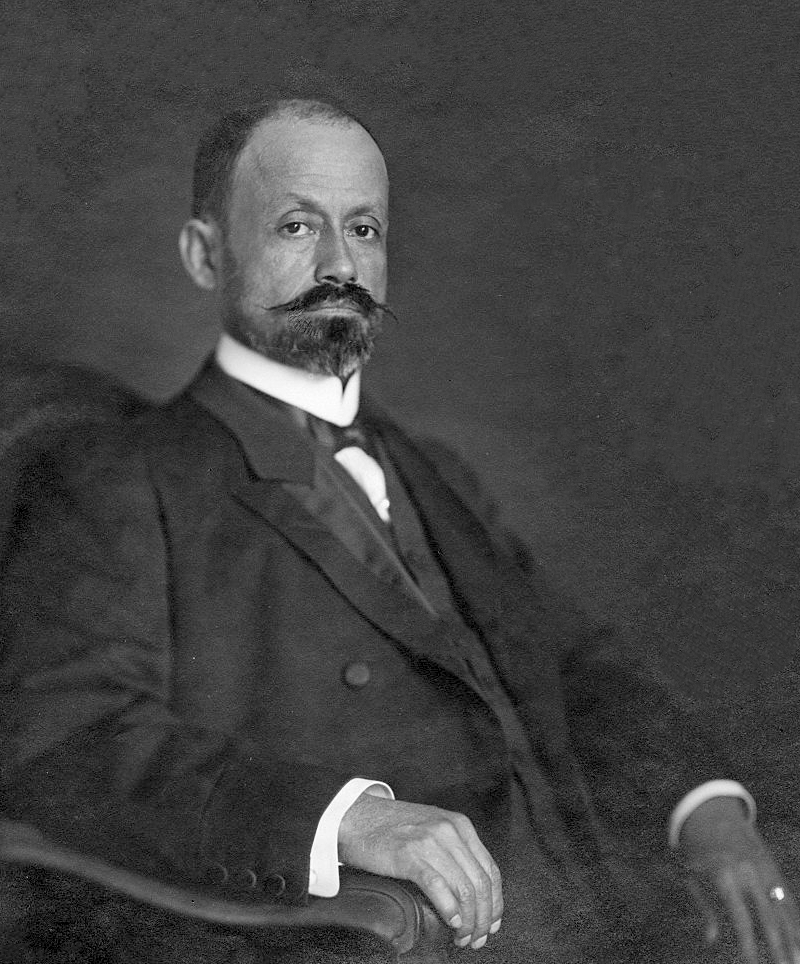

시프리아노 카스트로(Cipriano Castro, 본명: 호세 시프리아노 카스트로 루이스, José Cipriano Castro Ruiz, 1858년 10월 12일~1924년 12월 4일)는 베네수엘라군의 고위 장교이자 정치인이며 1899년부터 1908년까지 베네수엘라 대통령을 지냈다. 베네수엘라 안데스 출신으로는 처음으로 이 나라를 통치한 사람이었으며, 안데스 타치라주 출신의 4명의 군부 독재자 중 첫 번째로 이후 46년 동안 이 나라를 통치했다.

## 같이 보기
- 베네수엘라의 대통령 목록